# Andreas Michalakopulos
Andreas Michalakopulos (gr. Ανδρέας Μιχαλακόπουλος; ur. 17 maja 1876 w Patras, zm. 7 marca 1938 w Atenach) – grecki prawnik i polityk, premier Grecji (1924-1925), minister spraw zagranicznych (1929-1932), minister finansów (1924), minister gospodarki (1911-1915), minister rolnictwa (1917-1918).

## Życiorys
Był synem prawnika Spiliana Michalakopulosa i Aspasii. W 1893 rozpoczął naukę w szkole wojskowej Ewelpidon. Po śmierci ojca przerwał naukę i zapisał się na wydział prawa uniwersytetu ateńskiego. Studia podyplomowe odbywał w Niemczech i we Francji, a po powrocie do kraju przejął po ojcu prowadzenie kancelarii adwokackiej. Po rewolucji Gudi (1910) związał się z Partią Liberalną i zaangażował w działalność polityczną. W 1910 uzyskał mandat deputowanego do parlamentu. W maju 1911 objął kierownictwo nad nowym resortem - gospodarki narodowej. Był inicjatorem ustawy o odpowiedzialności pracodawców za wypadki przy pracy. W 1915 podał się do dymisji. W 1920 po porażce w wyborach parlamentarnych wyjechał za granicę. Powrócił w 1922, w 1923 ponownie uzyskał mandat do parlamentu, a w październiku 1924 stanął na czele rządu. W głosowaniu w parlamencie uzyskał 201 głosów poparcia, 92 deputowanych było przeciwnych, a 10 wstrzymało się od głosu. W czerwcu 1925 złożył rezygnację po zamachu stanu, przeprowadzonym przez gen. Teodorosa Pangalosa. 
W 1929 objął kierownictwo resortu spraw zagranicznych. Był inicjatorem podpisanego w 1930 układu o przyjaźni i współpracy z Turcją. Po przejęciu władzy przez Joanisa Metaksasa w 1936, Michalakopulos działał na rzecz przywrócenia ustroju demokratycznego. Aresztowany w lutym 1938 i zesłany do Paros, gdzie zachorował na zapalenie płuc. Powrócił do Aten, gdzie zmarł 7 marca 1938.
Był żonaty (żona Maria Katsimbali), miał córkę Elenę.